# Nena Ainhoren
Nena Ainhoren (Porto Alegre, 22 de junio de 1954) es una actriz de teatro, cine y televisión brasileña. 
Ainhoren trabajó en la década de 1970, principalmente en Brasil, en las telenovelas, Locomotivas (1977), Sinal de Alerta (1978), y Maria, Maria (1978). Se hizo internacionalmente conocida por el papel de Lucíola en la telenovela La esclava Isaura.
En los años 1980 y 1990 no trabajó, y luego lo hizo principalmente en teatro y en televisión. No fue sino hasta 2000, que trabajó como voluntaria con un pequeño papel en el cortometraje O Branco de nuevo en la gran pantalla. 
Además de sus trabajos como actriz de cine y de televisión Ainhoren trabajó como actriz de teatro. En el Teatro de Arena de Porto Alegre actuó entre otros, en 1975, Mockinpott de Peter Weiss y en A Onça e o Bode de Cleber Ribeiro Fernandes. En 1992,  también estuvo en el Teatro de Arena con Quem Sabe Agente Continua Amanhã?.
En 1980, entró en Cabaré Valentim en un programa con las obras y textos de Karl Valentin. También trabajó en O Estado.
Por otra parte, enseña actuación de teatro con talleres. Ainhoren vive en Porto Alegre, Brasil.